# Paraeuchaeta confusa
Paraeuchaeta confusa is een eenoogkreeftjessoort uit de familie van de Euchaetidae. De wetenschappelijke naam van de soort is voor het eerst geldig gepubliceerd in 1958 door Tanaka.